# Strobilomyia sibirica
Strobilomyia sibirica är en tvåvingeart som beskrevs av Verner Michelsen 1988. Strobilomyia sibirica ingår i släktet Strobilomyia och familjen blomsterflugor.
Artens utbredningsområde är Finland. Arten har ej påträffats i Sverige. Inga underarter finns listade i Catalogue of Life.